# Горская, Розалия Григорьевна
Розалия Григорьевна Горская (урождённая Файнберг, в замужестве Экскузович; 1891—1984) — советская оперная и камерная певица (лирико-колоратурное сопрано), педагог, заслуженная артистка РСФСР (1933).
Обладала выдающимся по красоте ровным голосом мягкого тембра и виртуозной техникой; её репертуар включал свыше 35 партий.

## Биография
Родилась 30 июня (12 июля по новому стилю) 1891 года в городе Брацлав Подольской губернии, ныне Винницкой области Украины, в семье владельца хлебной конторы, брацлавского мещанина Герша Срулевича Файнберга. Мать была выпускницей балтской гимназии. Отец владел собственным домом, который он продал в 1902 году и перевёз семью в Каменец-Подольский. Дед — Янкель Беркович Солитерман — владел мельничным хозяйством и пакгаузом, был купцом и гласным Брацлавской Городской Думы (убит с семьёй во время погрома 15 июля 1919 года). Племянница доктора медицины Абрама Львовича (Аврума Лейвиевича) Гельфера (1869—1927), большевика, сотрудника Наркомздрава и члена Моссовета.
В 1908—1913 годах обучалась пению в Петербургской консерватории у С. Гладкой, окончив её с золотой медаль. Впервые на сцене выступила в 1911 году в консерваторском спектакле (в партии Церлины, «Дон Жуан»). В 1913 года дебютировала на сцене Киевской оперы в антрепризе М. Багрова, где пела до 1915 года. После этого выступала в Саратове (антреприза М. Медведева). В 1915—1918 годах Горская была солисткой Петроградского Народного дома (антреприза А. Аксарина). В 1914 году в Киеве записывалась на грампластинки компании «Артистотипия».
После Октябрьской революции работала в Ленинграде в Государственном академическом театре оперы и балета (ГАТОБ, 1918—1949 годы) и одновременно в — Михайловском академическом театре оперы и балета (до 1933 года). Гастролировала в Кронштадте (1919), Москве (1924), Эстонии и Латвии (1922), Берлине, Копенгагене, Осло, Гётеборге (1923), Стокгольме, Гельсингфорсе и Выборге (1924).
Также была выдающейся камерной певицей, её репертуар включал сольные партии в 9-й симфонии Л. Бетховена, 4-й симфонии Г. Малера, в кантатах И. С. Баха и других произведениях. Будучи солисткой ГАТОБ, обучала пению рабочих и служащих ленинградских заводов в студии театра. С 1946 года занималась педагогической деятельностью — преподавала в Музыкальном училище при Ленинградской консерватории, вела классы сольного пения в консерватории (с 1948 года — доцент). В конце 1940-х годов Розалия Григорьевна была консультантом по вопросам методологии вокального искусства в ГАТОБ.
Награждена орденом «Знак Почёта» (1940) и медалью «За доблестный труд в Великой Отечественной войне» (1945).
Умерла 4 августа 1984 года в Ленинграде.
Муж — Иван Васильевич Экскузович (1882—1942) — архитектор, также был управляющим академическими театрами РСФСР.